# Johnny Griffin
Pour les articles homonymes, voir Griffin.
John Arnold « Johnny » Griffin III (Chicago, 23 avril 1928 – Availles-Limouzine, 25 juillet 2008 ) est un saxophoniste de jazz américain.
Il fut le parrain du festival de jazz Jazzellerault, à Châtellerault, ville située non loin de la commune où il s'était installé dans la Vienne.

## Biographie
Johnny Griffin, de son nom complet John Arnold Griffin III, était un célèbre saxophoniste de jazz américain, né le 23 avril 1928 à Chicago, Illinois, et décédé le 25 juillet 2008 à Availles-Limouzine (Vienne). Il était connu pour sa virtuosité au saxophone ténor et pour sa carrière exceptionnellement longue et prolifique.
Griffin a commencé à jouer de la musique à un jeune âge et a rapidement développé son talent au saxophone. Il a fait ses débuts professionnels dans les clubs de Chicago dans les années 1940, avant de rejoindre le groupe de Lionel Hampton en 1945. Plus tard, il a joué avec d'autres grands noms du jazz, dont Art Blakey, Thelonious Monk et John Coltrane.
L'une des caractéristiques distinctives de Johnny Griffin était sa capacité à jouer à des vitesses vertigineuses tout en maintenant une grande précision et une musicalité exceptionnelle. Son jeu énergique et passionné a conquis de nombreux fans à travers le monde.
Tout au long de sa carrière, Griffin a enregistré de nombreux albums en tant que leader et a contribué de manière significative à l'évolution du jazz. Il a continué à jouer et à enregistrer jusqu'à la fin de sa vie, laissant derrière lui un héritage musical impressionnant.
Johnny Griffin reste une figure emblématique du jazz et un saxophoniste de renommée mondiale, dont l'influence perdure dans le monde de la musique jazz.

## Discographie
- Introducing Johnny Griffin, avec Wynton Kelly, Curly Russell et Max Roach, 1956 Blue Note
- A Blowing Session, avec Hank Mobley, John Coltrane, Wynton Kelly, Paul Chambers et Art Blakey, 1957 Blue Note
- The Congregation, avec Sonny Clark, Paul Chambers, et Kenny Dennis (en), 1957
- Johnny Griffin Sextet, 1958
- Misterioso, (Live at the Five Spot Cafe, avec Thelonius Monk) 1958
- Blue Monk, (avec Thelonious Monk) 1958
- The Little Giant, avec Blue Mitchell, Julian Priester, Wynton Kelly, Sam Jones et Albert Heath, 1959 Riverside
- Second Balcony jump, (avec Eddie "Lockjaw" Davis) 1960
- The Big Soul Band, 1960 Riverside
- John Griffin's Studio Jazz Party, 1960
- Soft and fury, 1961
- Change Of Pace, 1961
- White Gardenia, 1961 Riverside
- The Kerry Dancers and Other Swinging Folk, 1961
- Tough Tenor Favourites, 1962
- Full House, avec Wes Montgomery, Wynton Kelly, Paul Chambers, Jimmy Cobb, 1962 Riverside
- Grab This!, 1963
- Do Nothing 'Til You Hear From Me, 1963
- « Le Printemps » de Vivaldi, (avec Raymond Fol) 1965
- The Man I Love, 1967 Black Lion
- Jazz Undulation, avec Dexter Gordon, Hampton Hawes, Jimmy Woode et Kenny Clarke, 1969
- Tough Tenors Again 'n' Again, avec Eddie "Lockjaw" Davis 1970
- Return of the Griffin, avec Ronnie Mathews (en), Ray Drummond et Keith Copeland, 1978
- Bush Dance, 1978
- That Old Feeling, 1979 (avec Rita Reys & Trio Pim Jacobs)
- The Cat, 1990 Antilles
- Griff'n'Bags, 1998, avec Milt Jackson
- In & Out, 2000, avec Martial Solal